# Boliche nos Jogos Pan-Americanos de 2019 - Duplas femininas
A competição do boliche duplas femininas foi um dos eventos do boliche nos Jogos Pan-Americanos de 2019, em Lima. Foi disputada no Centro de Boliche da Villa Deportiva Nacional Videna entre 25 e 27 de julho. 

## Calendário
Horário local (UTC-5).
| Data        | Horário | Fase         |
| ----------- | ------- | ------------ |
| 25 de julho | 15:00   | Rodadas 1–6  |
| 27 de julho | 9:00    | Rodadas 7–12 |

## Medalhistas
As norte-americanas Stefanie Johnson e Shannon O'Keefe obterem uma pontuação de 5317 e conquistaram a medalha de ouro. O pódio foi completado pelas mexicanas Iliana Lemus e Miram Velazco (prata) e pelas dominicanas Aumi Guerra e Astrid Valiente (bronze).
| Ouro   | USA Stefanie Johnson e Shannon O'Keefe |
| Prata  | MEX Iliana Lemus e Miram Velazco       |
| Bronze | DOM Aumi Guerra e Astrid Valiente      |

## Resultados

### Primeira série
| Pos | País                     | Atleta                                 | Pts       | Total |
| --- | ------------------------ | -------------------------------------- | --------- | ----- |
| 1   | DOM República Dominicana | Aumi Guerra Astrid Valiente            | 1283 1317 | 2600  |
| 2   | USA Estados Unidos       | Stefanie Johnson Shannon O'Keefe       | 1283 1274 | 2557  |
| 3   | MEX México               | Iliana Lemus Miram Velazco             | 1202 1340 | 2542  |
| 4   | ARU Aruba                | Kamilah Dammers Thashaina Eliza Seraus | 1204 1241 | 2445  |
| 5   | COL Colômbia             | Clara Guerrero María Rodríguez         | 1166 1276 | 2442  |
| 6   | GUA Guatemala            | Ana Bolaños Sofia Granda               | 1129 1224 | 2353  |
| 7   | CAN Canadá               | Valerie Bercier Miranda Panas          | 1243 1062 | 2305  |
| 8   | PUR Porto Rico           | Taishaye Naranjo Sarah Sanes           | 1213 1070 | 2283  |
| 9   | CRC Costa Rica           | Viviana Delgado Ericka Quesada         | 1138      | 2276  |
| 10  | VEN Venezuela            | Patricia De Faria Karen Marcano        | 1123 1147 | 2270  |
| 11  | BRA Brasil               | Stephanie Martins Roberta Rodrigues    | 1164 1099 | 2263  |
| 12  | PER Peru                 | Yumi Yuzuriha Gabriela Ishikawa        | 1092 1144 | 2236  |
| 13  | ARG Argentina            | Gabriela Lanzavecchia Vanesa Rinke     | 965 1179  | 2144  |
| 14  | ESA El Salvador          | Edith Quintanilla Sandra Quintanilla   | 1059 1020 | 2079  |
| 15  | ECU Equador              | Dennise Quezada Diana Rosero           | 1011 962  | 1973  |
| 16  | BER Bermudas             | June Dill Patrice Tucker               | 941 1011  | 1952  |

- Fonte: Lima2019

### Segunda série
| Pos               | País                     | Atleta                                 | Pts       | Total |
| ----------------- | ------------------------ | -------------------------------------- | --------- | ----- |
| Medalha de ouro   | USA Estados Unidos       | Stefanie Johnson Shannon O'Keefe       | 2692 2625 | 5317  |
| Medalha de prata  | MEX México               | Iliana Lemus Miram Velazco             | 2416 2637 | 5053  |
| Medalha de bronze | DOM República Dominicana | Aumi Guerra Astrid Valiente            | 2486 2528 | 5014  |
| 4                 | PUR Porto Rico           | Taishaye Naranjo Sarah Sanes           | 2558 2409 | 4967  |
| 5                 | ARU Aruba                | Kamilah Dammers Thashaina Eliza Seraus | 2455 2489 | 4944  |
| 6                 | COL Colômbia             | Clara Guerrero Maria Rodriguez         | 2399 2508 | 4907  |
| 7                 | VEN Venezuela            | Patricia De Faria Karen Marcano        | 2366 2496 | 4862  |
| 8                 | CAN Canadá               | Valerie Bercier Miranda Panas          | 2552 2216 | 4768  |
| 9                 | CRC Costa Rica           | Viviana Delgado Ericka Quesada         | 2272 2455 | 4727  |
| 10                | VEN Venezuela            | Patricia De Faria Karen Marcano        | 2318 2404 | 4722  |
| 11                | BRA Brasil               | Stephanie Martins Roberta Rodrigues    | 2368 2260 | 4628  |
| 12                | PER Peru                 | Yumi Yuzuriha Gabriela Ishikawa        | 2148 2238 | 4386  |
| 13                | ARG Argentina            | Gabriela Lanzavecchia Vanesa Rinke     | 1960 2359 | 4319  |
| 14                | ECU Equador              | Dennise Quezada Diana Rosero           | 2119 2059 | 4178  |
| 15                | ESA El Salvador          | Edith Quintanilla Sandra Quintanilla   | 2158 2019 | 4177  |
| 16                | BER Bermudas             | June Dill Patrice Tucker               | 1924 2017 | 3941  |

- Fonte: Lima2019